# 西部方面情報隊
西部方面情報隊（せいぶほうめんじょうほうたい、Western Army Millitary Intelligence）は、陸上自衛隊健軍駐屯地（熊本県熊本市東区）に隊本部が駐屯する西部方面隊直轄の情報科部隊である。

## 概要
隊長は1等陸佐（二）が充てられ、情報運用の集約一元化を目的として2010年（平成22年）3月に西部方面情報処理隊と西部方面通信情報隊を統合し、新たに編成された西部方面無人偵察機隊を編合して西部方面隊直轄部隊として再編された。2016年（平成28年）3月に与那国沿岸監視隊が、2023年（令和5年）3月には西部方面移動監視隊が編成に加わった。
2025年（令和7年）3月に、西部方面無人偵察機隊と西部方面移動監視隊を統合し、西部方面情報収集隊が新編された。

## 沿革
- 2005年（平成17年）3月28日：前身となる西部方面情報処理隊および西部方面通信情報隊が健軍駐屯地において編成完結。

西部方面情報隊
- 2010年（平成22年）3月26日：編成完結。

1. 西部方面情報処理隊と西部方面通信情報隊を統合し、西部方面情報隊が健軍駐屯地において編成完結。
2. 西部方面無人偵察機隊が飯塚駐屯地に新編され、西部方面情報隊に隷属。

- 2016年（平成28年）3月28日：与那国島にを開設された与那国駐屯地に隷下部隊を配置。

1. 与那国沿岸監視隊が与那国駐屯地に新編され、西部方面情報隊に隷属。
2. 西部方面通信情報隊情報収集小隊が与那国駐屯地に新編され、西部方面情報隊に隷属。

- 2023年（令和05年）3月16日：西部方面移動監視隊が北熊本駐屯地に新編され、西部方面情報隊に隷属。
- 2025年（令和07年）
  - 3月23日：西部方面無人偵察機隊[1]・西部方面移動監視隊を廃止。
  - 3月24日：西部方面情報収集隊が北熊本駐屯地に新編され、西部方面情報隊に隷属。

## 部隊編成
特記ない限り健軍駐屯地に所在
- 西部方面情報隊本部「西情隊」
- 西部方面通信情報隊「西方通情」
  - 情報収集小隊（与那国駐屯地）
- 与那国沿岸監視隊（与那国駐屯地）
- 西部方面情報収集隊（北熊本駐屯地）

## 主要幹部
| 官職名           | 階級    | 氏名     | 補職発令日     | 前職                 |
| ---------------- | ------- | -------- | -------------- | -------------------- |
| 西部方面情報隊長 | 1等陸佐 | 兒玉康宏 | 2025年03月03日 | 第1師団司令部第2部長 |

| 代 | 氏名     | 在職期間                        | 前職                                 | 後職                             |
| -- | -------- | ------------------------------- | ------------------------------------ | -------------------------------- |
| 01 | 須田道夫 | 2010年03月26日 - 2011年11月30日 | 西部方面総監部調査部調査課長         | 西部方面総監部情報部長           |
| 02 | 矢野幸雄 | 2011年12月01日 - 2014年07月31日 | 陸上幕僚監部付                       | 基礎情報隊長                     |
| 03 | 伊部俊宏 | 2014年08月01日 - 2016年07月31日 | 陸上自衛隊幹部学校学校教官           | 陸上自衛隊研究本部主任研究開発官 |
| 04 | 原雅樹   | 2016年08月01日 - 2018年03月22日 | 情報本部勤務                         | 西部方面総監部情報部長           |
| 05 | 姫田良明 | 2018年03月23日 - 2020年03月15日 | 中央即応集団司令部付                 | 陸上自衛隊教育訓練研究本部勤務   |
| 06 | 岡栄治   | 2020年03月16日 - 2022年03月13日 | 陸上自衛隊情報学校副校長 兼 企画室長 | 退職（陸将補昇任）               |
| 07 | 高木真一 | 2022年03月14日 - 2025年03月02日 | 陸上総隊司令部情報部情報第1課長      | 統合幕僚監部防衛計画部勤務       |
| 08 | 兒玉康宏 | 2025年03月03日 -                | 第1師団司令部第2部長                 |                                  |

## 主要装備
- 新無人偵察機システム（FFRS）
- 通信情報収集システム - ES用器材
- 地上レーダ装置1号(改) JTPS-P23
- 広域用監視装置「スーパー千里眼」
- 近距離監視装置 JGVS-V9
- 1/2tトラック / 73式小型トラック
- 1 1/2tトラック / 73式中型トラック
- 3 1/2tトラック / 73式大型トラック
- 高機動車
- 89式5.56mm小銃

## 過去の部隊
- 西部方面無人偵察機隊 - 2010年（平成22年）3月26日から2025年（令和7年）3月23日の間。
- 西部方面移動監視隊 - 2023年（令和05年）3月16日から2025年（令和7年）3月23日の間。